# Bolyphantes punctulatus
Bolyphantes punctulatus là một loài nhện trong họ Linyphiidae.
Loài này thuộc chi Bolyphantes. Bolyphantes punctulatus được Herman Theodor Holm miêu tả năm 1939.